# E. M. Nathanson
Erwin „E. M.“ Nathanson (*  17. Februar 1928 in New York City; † 5. April 2016 in Laguna Niguel,  Kalifornien) war ein US-amerikanischer Schriftsteller, der vor allem durch seinen Roman Das dreckige Dutzend bekannt wurde. Die Verfilmung unter dem gleichen Titel Das dreckige Dutzend gilt als einer der erfolgreichsten Kriegsfilme der Filmgeschichte. 
Nathanson wurde im New Yorker Stadtteil Bronx geboren und wuchs dort auf. Seine Mutter litt unter Depressionen und musste in eine Anstalt, als er zwei Jahre alt war. Bis zu seinem siebten Lebensjahr lebte er in einem jüdischen Waisenhaus in Manhattan, danach im Hebrew National Orphan Home in Yonkers. Hier blieb er bis zu seinem Schulabschluss. Anschließend studierte er Anthropologie an der New York University. Nathanson arbeitete als Lektor für Fairchild Publications in New York und war als Reporter und freier Journalist tätig, unter anderem für die Arlington Sun in Virginia und für die The Washington Post.
Nathanson erlag mit 88 Jahren einem Herzversagen.

## Bibliographie
- 1965 The Dirty Dozen
  - Das dreckige Dutzend: Roman, dt. von Gerhard Vorkamp; Droemer/Knaur, München; Zürich 1967.
- 1970 The Latecomers
- 1973 It Gave Everybody Something To Do (mit Louise Thoresen)
- 1987 A Dirty Distant War (Das Sequel zu The Dirty Dozen)
  - Ein kleiner schmutziger Krieg: Roman, dt. von Dinka Mrkowatschki; Droemer Knaur, München 1990, ISBN 3-426-02051-3.
- 1993 Knight's Cross (mit Aaron Bank)
- 2003 Lovers and Schemers

| Personendaten    | Personendaten                                  |
| ---------------- | ---------------------------------------------- |
| NAME             | Nathanson, E. M.                               |
| ALTERNATIVNAMEN  | Nathanson, Erwin                               |
| KURZBESCHREIBUNG | US-amerikanischer Schriftsteller               |
| GEBURTSDATUM     | 17. Februar 1928                               |
| GEBURTSORT       | New York City, Vereinigte Staaten              |
| STERBEDATUM      | 5. April 2016                                  |
| STERBEORT        | Laguna Niguel, Kalifornien, Vereinigte Staaten |